# 조조 (드라마)
《조조》(중국어: 曹操, 병음: Cáo cāo 차오차오[*])는 중국의 텔레비전 드라마이다.

## 등장 인물
- 조입신(赵立新) : 조조(曹操) 역
- 공결(龚洁): 변사(卞思) 역
- 뢰각생(雷恪生) : 조절(曹節) 역
- 가조기(贾兆冀) : 조등(曹騰) 역
- 이문파(李文波) : 조숭(曹嵩) 역
- 이령옥(李玲玉) : 정부인(丁夫人) 역
- 유부인(劉夫人) 역
- 진택희(陈泽希) : 조앙(曹昻) 역